# أستريد سوربيك
أستريد سوربيك (بالهولندية: Astrid Suurbeek) مواليد 15 فبراير 1947، هي لاعبة كرة مضرب هولندية سابقة. حققت المركز الثاني في أوكلاند المفتوحة للسيدات سنة 1968.

## النهائيات

### الزوجي (الوصافة 2)
| الحصيلة | الرقم | التاريخ       | الدورة                              | الأرضية | الشريك      | المنافس                | النتيجة       |
| ------- | ----- | ------------- | ----------------------------------- | ------- | ----------- | ---------------------- | ------------- |
| الوصافة | 1.    | 28 يناير 1968 | أوكلاند المفتوحة للسيدات، نيوزيلندا | عشبية   | أدا باكر    | كيري ريد غيل شانفرو    | 0–6, 2–6      |
| الوصافة | 2.    | 22 يوليو 1968 | هيلفرسوم، هولندا                    | صلبة    | جودي تيجارت | أنيت فان زيل بات ووكدن | 2–6, 6–3, 3–6 |

## روابط خارجية
- أستريد سوربيك على موقع رابطة محترفات التنس (الإنجليزية)
- أستريد سوربيك على موقع الاتحاد الدولي لكرة المضرب (الإنجليزية)
- أستريد سوربيك على موقع كأس بيلي جين كينغ (الإنجليزية)
- أستريد سوربيك على موقع بطولة ويمبلدون (الإنجليزية)